# Joseph Gutsche
Joseph Gutsche, nemški general in politik, * 5. april 1895, † 4. maj 1964.
Med letoma 1953 in 1955 je bil namestnik ministra za državno varnost Nemške demokratične republike (Stasija) in poveljnik Oddelka za posebno udejstvovanje (ilegalne aktivnosti v Zahodni Nemčiji).